# Chicago, Milwaukee, St. Paul and Pacific Railroad
El Milwaukee Road, oficialmente Chicago, Milwaukee, St. Paul and Pacific Railroad (CMStP&P RR) (Reporte de marca AAR MILW), fue un ferrocarril de Clase I que operaba en el Medio Oeste y en el Pacífico Noroeste de los Estados Unidos desde 1847 hasta 1986.
La compañía tuvo varios nombres oficiales y enfrentó la quiebra varias veces en ese periodo. Mientras que el ferrocarril ya no existe como una entidad separada, todavía se la recuerda en edificios como el Depósito Milwaukee Road en Minneapolis, Minnesota y en material rodante mantenido por los entusiastas, como la locomotora de vapor Milwaukee Road 261.

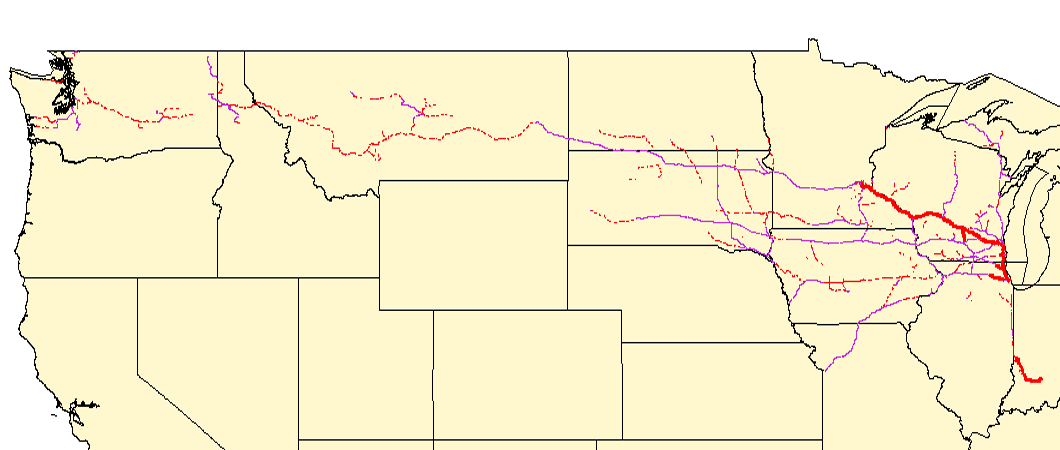
Antiguo sistema ferroviario del Milwaukee Road. Las líneas en rojo fuerte son vías que se mantienen en operación por el Ferrocarril CP; las líneas en púrpura son operadas actualmente por otros ferrocarriles. Las líneas punteadas de rojo son ramales abandonados. Este mapa muestra un ramal cruzando entre Iowa y Wisconsin; fue cerrado en 1961.

## Historia
El Milwaukee Road se llamaba Milwaukee and Waukesha Railroad cuando se fundó en 1847, pero pronto cambió el nombre a Milwaukee and Mississippi. Luego de tres años, el primer tren circuló de Milwaukee a Wauwatosa, Wisconsin, y el primer tren de pasajeros circuló el 25 de febrero de 1851. Un obstáculo para el desarrollo y la financiación del ferrocarril fue la adquisición de importantes concesiones de tierras. Importantes inversionistas particulares fueron, entre otros, Alexander Mitchell, Russell Sage, Jeremiah Milbank y William Rockefeller. En 1874, el nombre cambió a Chicago, Milwaukee, and St. Paul. Para 1887, el ferrocarril tenía líneas en servicio a través de Wisconsin, Minnesota, Iowa, Dakota del Sur y la península superior de Míchigan. A pesar del nombre común del ferrocarril, su sede estaba en Chicago, Illinois, y no en Milwaukee. Las Oficinas Generales de la compañía se establecieron en el edificio Railway Exchange en Chicago hasta 1924, cuando se mudaron a la Chicago Union Station.

### Expansión
En los años 1890, los directores del Milwaukee sentían cada vez más que debían extender el ferrocarril hasta el Pacífico para seguir siendo competitivos con otros ferrocarriles. Un estudio de 1901 estimó los costos para construir el Pacífico del Noroeste en $45 millones. En 1905, el directorio aprobó la Extensión al Pacífico, ahora estimada en $60 millones. El contrato para el sector más occidental de la ruta fue otorgadaoa Horace Chapin Henry de Seattle. La construcción comenzó en 1906 y se completó en 1909. La ruta elegida era 29 km menor que la más corta de la competencia, así como tenía mejores pendientes. Sin embargo, era una ruta costosa debido a que el Milwaukee, que recibía pocas subvenciones, tuvo que comprar la mayor parte de las tierras, o adquirir pequeños ferrocarriles. Adicionalmente, los dos cordilleras principales que debían cruzarse, (las Rocosas y las Cascadas) requirieron mayores trabajos de ingeniería civil y el uso de locomotoras más potentes. La obra de 3.680 km a través de la más variada topografía del país en sólo tres años constituyó una hazaña. (Es de notar que los mapas originales de la compañía marcaban cinco cruces de montañas: Belts, Rocosas, Bitterroots, Saddles y Cascadas. Esto es algo inapropiado, ya que las 'Montañas Belt' y las Bitterroots son parte de las Montañas Rocosas. De hecho, la ruta no pasa por las Montañas Little Belt o las Montañas Big Belt, pero sí sobre el Lenep-Loweth Ridge entre las Montañas Castle y las Montañas Crazy.) 
No obstante, algunos historiadores cuestionan la elección de la ruta, debido a que no pasa por algunos de los centros poblados y atraviesa áreas de tráfico local de potencial limitado. Parte de la línea corre paralela al Northern Pacific Railroad. Precisamente, fue una ruta de larga distancia.

### Electrificación
El Milwaukee pronto encontró que era difícil el uso de las locomotoras de vapor en los pasos montañosos, con temperaturas invernales alcanzando los -40 °C. La electrificación parecía ser una respuesta, especialmente por la alta disponibilidad de energía hidroeléctrica en las montañas y un yacimiento de cobre en Anaconda, Montana. En 1914, comenzó la electrificación entre Harlowton, Montana y Avery, Idaho. El primer tren eléctrico circuló en 1915 entre Three Forks y Deer Lodge, Montana. El sistema usaba corriente continua de 3.000 voltios, suministrada por catenaria.
En 1917, el directorio aprobó la construcción de un tramo electrificado separado entre Othello y Tacoma, Washington, extendido a Seattle en 1927. Los dos sectores electrificados nunca estuvieron conectados, pero se electrificó un total de 1.056 km, lo que lo transformó en el ferrocarril electrificado más grande de Estados Unidos.

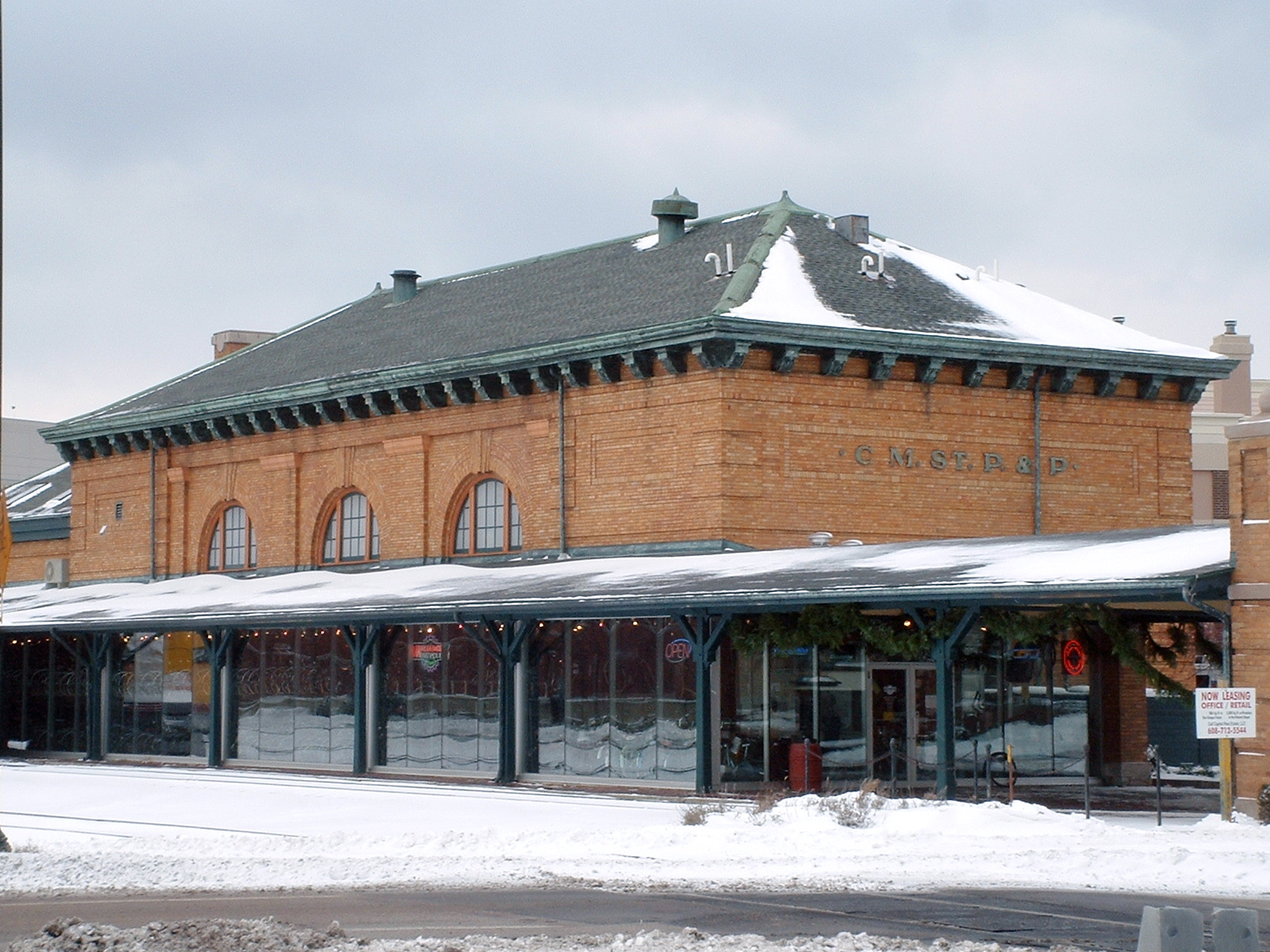
Antiguo depósito del Milwaukee Road Madison, WI.

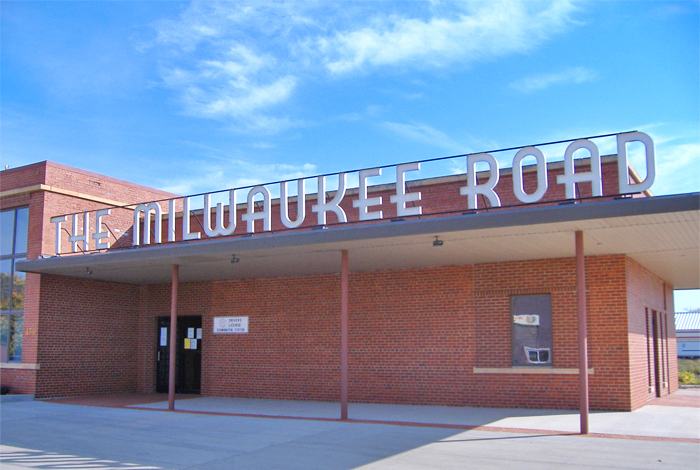
Antiguo depósito del Milwaukee Road en Austin, Minnesota.

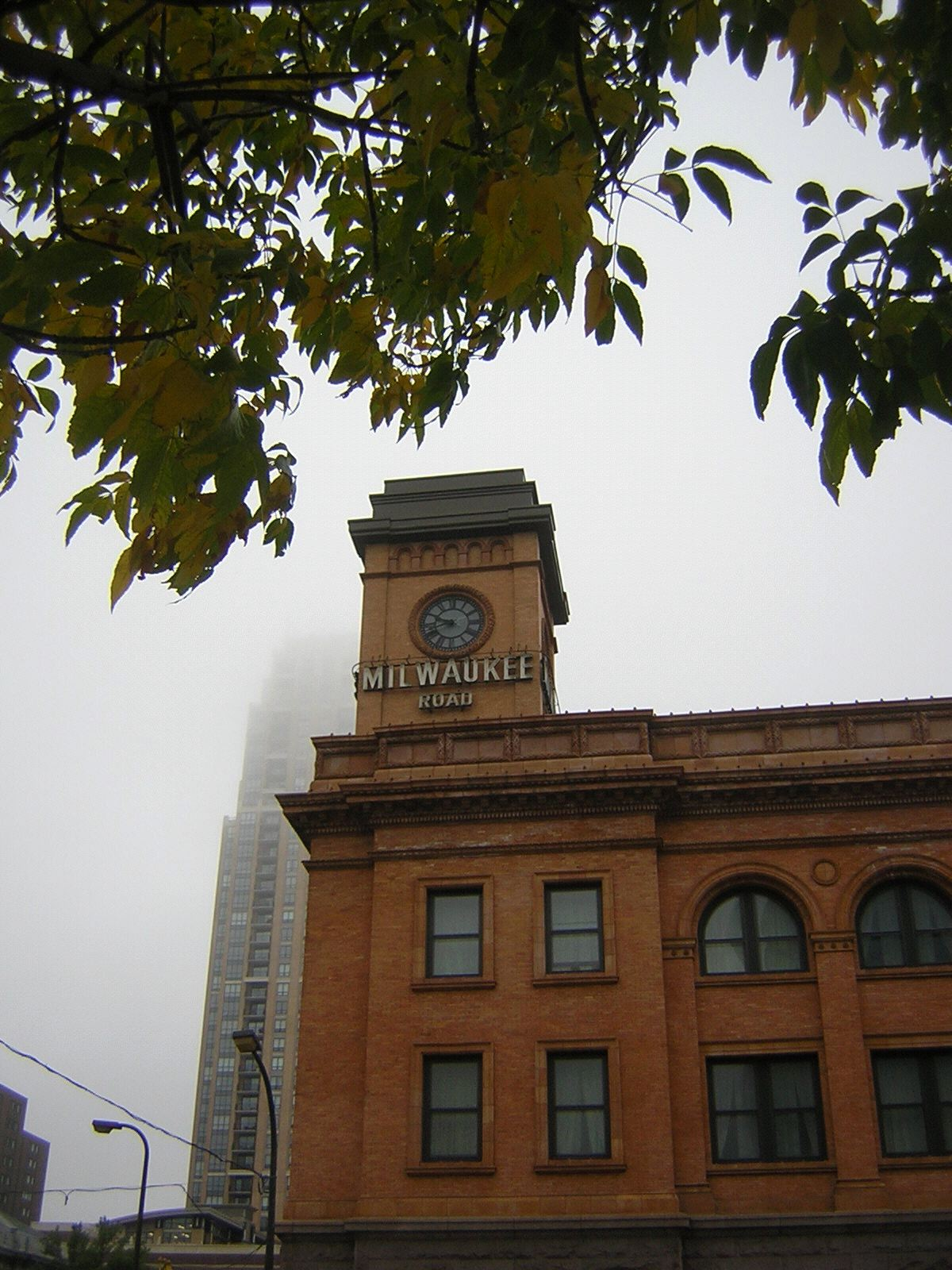
Antiguo depósito del Milwaukee Road en Minneapolis, Minnesota.

La electrificación fue un éxito desde el punto de vista de la ingeniería y operacional, pero el costo de construcción de la Extensión Puget Sound y la electrificación fue de $257 millones, y no de $45 millones como originalmente se había presupuestado para alcanzar el Pacífico. La deuda y los bajos ingresos llevaron al ferrocarril a la bancarrota en 1925.
En 1927, el ferrocarril lanzó su segunda edición del Olympian como el tren de viajeros limitado más lujoso y abrió el primer hotel turista propiedad de un ferrocarril, el Gallatin Gateway Inn en Montana. El ferrocarril fue reorganizado como el Chicago, Milwaukee, St. Paul and Pacific Railroad Company en enero de 1928 y oficialmente adoptó el nombre comercial conocido de The Milwaukee Road.
La compañía no tuvo la oportunidad de hacer nada antes de que comenzara a sentirse la Gran Depresión. A pesar de las innovaciones, como el famoso tren de alta velocidad Hiawatha, que alcanzaba velocidades mayores a 160 km/h, el ferrocarril entró nuevamente en bancarrota en 1935. El Milwaukee fue operado bajo administración fiduciaria hasta el 1 de diciembre de 1945.

### Posguerra
En la posguerra llegó un éxito relativo. El ferrocarril fue transformado a tracción diésel a mediados de la década de 1950, reemplazando la mayoría de las locomotoras de vapor para 1955, y la última en 1957. Otras modernizaciones se hicieron en las playas de carga. En asociación con el Union Pacific Railroad, el Milwaukee tomó el control operativo de los "Cities" (City of Los Angeles, City of San Francisco, City of Denver, City of Portland, así como Challenger del Chicago and North Western Railway).

### Década de 1960
La industria del ferrocarril entera entró en declinación a fines de la década de 1950 y principios de la de 1960, pero en el Milwaukee golpeó particularmente duro. El medio oeste estaba sobreconstruido, con muchos ferrocarriles compitiendo, mientras que en las rutas transcontinentales al Pacífico, la competencia fue muy dura. El principal tren aerodinámico transcontinental, el Olympian Hiawatha, fue cancelado en 1961 a pesar de los innovadores coches de observación panorámica, convirtiéndose en la primera víctima visible. La renuncia del presidente John P. Kiley en 1957 y su reemplazo por el bastante inexperto William John Quinn fue un momento crucial; a partir de este punto, el directorio estaba obsesionado en fusionarse con otro ferrocarril para solucionar los problemas del Milwaukee.
Las fusiones de ferrocarriles debían ser aprobadas por la Comisión Interestatal de Comercio. Sin embargo, en 1969 la CIC bloqueó la fusión con el Chicago and North Western Railway (C&NW), que el Milwaukee había contado y había estado planeando desde 1964. La CIC impuso unas condiciones que el C&NW no estaba dispuesto a aceptar. La fusión de las "Líneas de Montaña" (Northern Pacific, Great Northern Railway y Burlington Route, así como Spokane, Portland & Seattle Railway) fue aprobada en la misma época, y la fusión con el Burlington Northern entró en funciones el 3 de marzo de 1970, rodeando completamente al Milwaukee Road.

### Inicios de los años 1970
Casi inmediatamente después de la fusión con el BN, los propietarios del C&NW ofrecieron vender el ferrocarril al Milwaukee en forma simple. El directorio del Milwaukee rechazó la oferta, a pesar de que les hubieran dado lo que habían querido durante la mayor parte de la década anterior, indicando que ahora creían que la fusión con un ferrocarril más grande (no con uno algo más pequeño) podía salvar al Milwaukee. Al poco tiempo el ferrocarril presentó al CIC para incluirse en la fusión del Union Pacific con el Chicago, Rock Island and Pacific Railroad. No dio resultado, ni otros intentos de obligar a otras compañías a fusionarse con el Milwaukee en contra de sus deseos.
Afortunadamente para el Milwaukee, la fusión del BN requirió abrir más mercados para los competidores, y en 1971-73, el tráfico del MILW en la Extensión del Pacífico aumentó considerablemente, aunque sucedió lo contrario en las líneas de la región central. El punto de apoyo del ferrocarril era el tráfico transcontinental que salía del puerto de Seattle, incrementando exponencialmente el del Milwaukee, dándole una ventaja sobre el BN al originar cerca del 80% del tráfico, junto al 50% del tráfico total de contenedores saliendo de Puget Sound (antes de que el servicio declinase severamente a partir de aproximadamente 1974).[cita requerida] Sin embargo, el atraso en el mantenimiento de la estructura física del ferrocarril, que se había ido acumulando a lo largo de la década de 1960 cuando el Milwaukee trató de pulir su aspecto financiero para la fusión, estaba empezando a causar problemas. Los problemas financieros del ferrocarril se vieron exacerbados por la práctica de vender el material rodante propio a las instituciones financieras para luego adquirirlo mediante arrendamiento financiero. Las cuotas del arrendamiento eran cada vez mayores, y era necesario vender cada vez más y más coches para cumplir con los pagos. La flota de vagones del ferrocarril se volvió más y más vieja debido a que los fondos se destinaban al pago de la financiación de esos viejos coches en lugar de renovar la flota. Esto, a su vez, contribuyó a disminuir la flota, lo que motivó que tuviera menos capacidad para trabajar.

### Deselectrificación
En febrero de 1973, y en contra de los estudios hechos por el ferrocarril y grupos independientes, el Milwaukee decidió desmontar la red eléctrica ferroviaria. El directorio consideró al sistema eléctrico un estorbo para los planes de fusión y consolidación, y el dinero requerido para su mantenimiento podía ser usado en otras partes. El alto precio del cobre en ese entonces, y los $10 millones que el ferrocarril estimaba ganar al vender el cable de la catenaria, contribuyeron a la decisión.
Las estudios encontraron que una inversión de $39 millones podría haber cerrado la "brecha" entre los dos tramos electrificados, para comprar nuevas locomotoras y actualizar el material eléctrico en toda la línea. Por otra parte, las locomotoras diésel desplazadas podían utilizarse en otra parte reduciendo las necesidades de comprar nuevas unidades, y disminuyendo el costo del plan a sólo $18 millones. General Electric incluso propuso subscribir la financiación debido a la posición financiera del ferrocarril.
El ferrocarril rechazó este plan y desmanteló la red eléctrica justo cuando comenzaba la Crisis del petróleo de 1973. En 1974, cuando se completó la deselectrificación, las locomotoras eléctricas operaban a la mitad del costo de las locomotoras diésel que las reemplazaron. Peor aún, el ferrocarril tuvo que gastar $39 millones, tanto como el plan de revitalización patrocinado por GE, para comprar más locomotoras diésel para sustituir el sistema electrificado, y sólo recibió $5 millones para la chatarra de cobre, ya que los precios habían caído.
Las vías, muy mal mantenidas, que eran la parte de todo el sistema con mayor necesidad de renovación, nunca fueron tocadas.

### Descenso a la quiebra

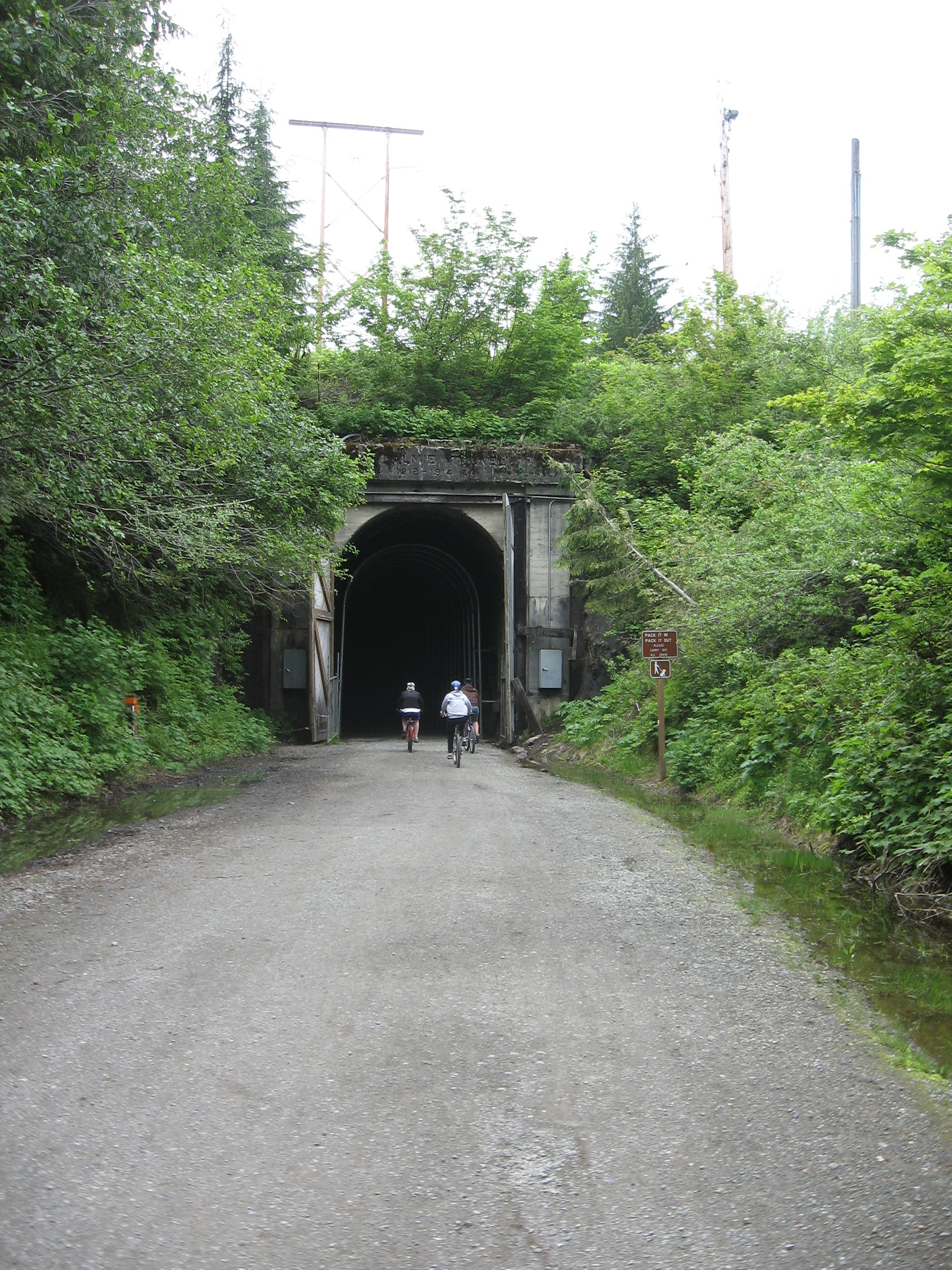
Ciclistas entran en el Túnel Snoqualmie, parte del proyecto vías-por-caminos sin motores, del Iron Horse State Park.

Las circunstancias después de que la electrificación fuera desmantelada no  mejoraron. Para 1977, buena parte de la Extensión del Pacífico estaba con poco trabajo a causa del estado de las vías, y el tiempo de viaje se había casi triplicado. Los vagones que necesitaban reparación eran dejados de lado por la falta de dinero, y las locomotoras que necesitaban un servicio mayor eran apartadas. El ferrocarril entró en bancarrota por tercera vez el 19 de diciembre de 1977.
La bancarrota resultó en que el Milwaukee abandonó la Extensión del Pacífico completamente en 1980 y se reestructuró como una pequeña línea regional, la cual fue a su vez adquirida por el Soo Line Railroad en 1985. Sin embargo, los auditores del CIC descubrieron (demasiado tarde, por así decirlo) que, por alguna razón, los gastos de la Extensión del Pacífico habían sido ingresados por duplicado durante la mayor parte de la década de 1970. Lejos de ser un ancla no rentable, como el Milwaukee y los síndicos de la quiebra decían, el CIC encontró que la Extensión del Pacífico dio ganancias al ferrocarril incluso en 1977 y 1978, momento en el que el tráfico disminuyó mucho debido al estado de la vía.
En el estado de Washington, los terrenos destinados a la vía del Milwaukee Road fueron adquiridos por el Estado y usados como un camino recreacional sin motores llamado John Wayne Pioneer Trail. Actualmente es administrado por la Comisión de Recreación y Parques del Estado de Washington y por el Departamento de Recursos Naturales del Estado de Washington. El corredor es un "soporte de vía" bajo la legislación estatal, lo que permite volver a utilizarlo para un tendido ferroviario en el futuro, junto a la creación de una ruta alternativa para el camino recreacional sin motores que cruce el Estado.
En las montañas Bitterroots entre Loop Creek, Idaho y East Portal, Montana, una sección de terrenos de vía de 23,3 km fue comprada por el Servicio Forestal del USDA. Fue convertido en una senda bici, conocida como la Ruta del Hiawatha.

### Ferrocarril regional, 1981–85
La reestructuración del Milwaukee Road demostró no ser más rentable que antes, perdiendo dinero en cada año. La competencia con otros ferrocarriles, más grandes, por el control del área de los Grandes Lagos atrajo una guerra de ofertas para comprar el ferrocarril en 1984, con el C&NW y el Soo subiendo las ofertas. El 21 de febrero de 1985, las operaciones ferroviarias fueron vendidas a la Soo Line Corporation, la cual reorganizó la firma como The Milwaukee Road, Inc., y el 1 de enero de 1986, la compañía fue fusionada con el Soo Line Railroad. En el 2007, unas pocas locomotoras, transferidas al Soo Line como parte de la venta, mantenían el esquema de colores del Milwaukee, con sus logos y nombres tapados con pintura. En algunas de estas locomotoras, la exposición a la intemperie causó que las letras del Milwaukee Road sean visibles otra vez.

### Epílogo
El sucesor de lo que quedaba del Milwaukee Road después de la venta al Soo Line fue su compañía accionaria, la Chicago Milwaukee Corporation (CMC). La función primaria de esta corporación era disponer del material rodante y los inmuebles no vendidos al Soo Line, primariamente antiguas playas de maniobra en ciudades como Milwaukee y Minneapolis. Estas propiedades fueron convertidas en grandes tiendas de ventas al por menor o en complejos industriales. El propio CMC estuvo plagado de problemas legales y financieros, declarando la quiebra (con su nuevo nombre de CMC Heartland Partners) como resultado de los costos de limpieza y pasivos ambientales en las antiguos terrenos del Milwaukee Road.

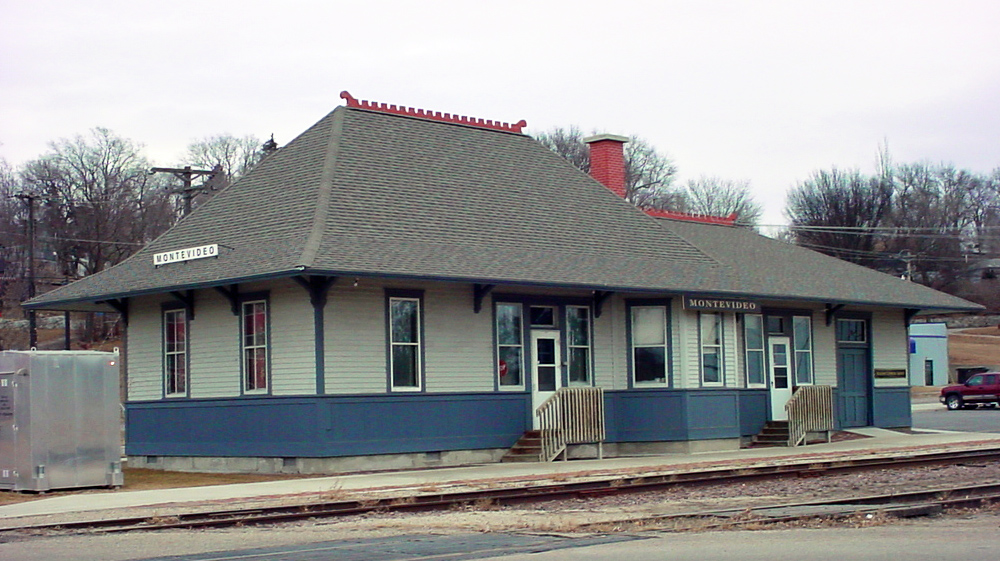
Restored Milwaukee Road depot at Montevideo, Minnesota

## Servicio de pasajeros
El Milwaukee Road promocionó agresicamente el servicio de pasajeros a lo largo de buena parte de su historia, manteniendo un servicio de alta calidad hasta el fin de las operaciones de los trenes de pasajeros de larga distancia en 1971. El Milwaukee se enorgullecía de sus operaciones de pasajeros, dándole al país algunos de sus trenes más innovadores y coloridos. El equipamiento fabricado por el propio ferrocarril fue alguno de los mejores equipamientos para pasajeros que hayan circulado jamás por los ferrocarriles estadounidenses. La reputación del servicio de alta calidad del Milwaukee fue la principal razón por la que el Union Pacific desplazó sus servicio al Milwaukee Road para sus trenes aerodinámicos "City" en 1955. 
El Pioneer Limited del Milwaukee Road fue uno de los primeros trenes con nombre y los coloridos trenes Hiawatha estaban entre los mejores trenes aerodinámicos de la nación. Los trenes Hiawatha posteriores a la Segunda Guerra Mundial mantuvieron un alto prestigio del diseño industrial de trenes de pasajeros.
- Afternoon Hiawatha
- The Arrow
- Chippewa-Hiawatha
- The Columbian
- Copper Country Limited
- Fast Mail
- Midwest Hiawatha
- Morning Hiawatha
- North Woods Hiawatha
- Olympian
- Olympian Hiawatha
- The Pioneer Limited
- The Sioux
- Southwest Limited
- Tomahawk
- Twin Cities Hiawatha
- The Varsity

Comenzando en noviembre de 1955, el Milwaukee Road asumió la junta de operaciones de los trenes City of Los Angeles, City of Portland, City of Denver y Challenger del Union Pacific, así como también del City of San Francisco, del Union Pacific y Southern Pacific.
Luego de asumir las operaciones de los servicios del UP, el Milwaukee Road gradualmente cambió su esquema de colores naranja y marrón a favor del esquema del UP amarillo armadura, gris y rojo, encontrándolo más fácil de mantener limpio.
Los el servicio de trenes de pasajeros aerodinámicos del Milwaukee Road era único, y muchos de los equipos fueron construidos por el ferrocarril en sus talleres de Milwaukee Menomonee Valley, incluyendo las cuatro generaciones del equipamiento Hiawatha introducido en 1933-34, 1935, 1937-38 y 1947-48. Mucho del éxito fue por los coches de visión panorámica "cola de castor" de la década de 1930, y los coches panorámicos "Skytop Lounge" (Salón Techo de Cielo, literalmente), del diseñador industrial Brooks Stevens, de la década de 1940. Coches "Skytop Lounge" extendidos fueron pedidos por Pullman para el servicio Olympian Hiawatha en 1951. El conjunto Olympian Hiawatha fue luego vendido al Canadian National Railway.

## Sello postal
El 26 de agosto de 1999, El Servicio Postal de Estados Unidos lanzó la serie de estampillas conmemorativas de 33 centavos All Aboard! 20th Century American Trains ("¡Todos a bordo" Trenes estadounidenses del siglo XX") con cinco celebrados trenes de pasajeros de las décadas de 1930 y 40. Una de las cinco estampillas tiene la imagen del Hiawatha, conocido como el "Tren más Rápido en Estados Unidos", debido a que circulaba a más de 160 km/h en su viaje diario conectando Chicago, Milwaukee, Wisconsin y Minneapolis-Saint Paul.

### Fuente
- Esta obra contiene una traducción  derivada de «Chicago, Milwaukee, St. Paul and Pacific Railroad» de Wikipedia en inglés, publicada por sus editores bajo la Licencia de documentación libre de GNU y la Licencia Creative Commons Atribución-CompartirIgual 4.0 Internacional.

- Datos: Q1071804
- Multimedia: Chicago, Milwaukee, St. Paul and Pacific Railroad / Q1071804